# أحمد شافعي
أحمد شافعي كاتب ومترجم مصري، ولد عام 1977م، له العديد من الإصدارات الأدبية والترجمات من بينها رواية (الخالق)، وكتاب (بيت حافل بالمجانين).

## التعليم
- حاصل على درجة البكالوريوس في كلية الآداب قسم اللغة الإنجليزية من جامعة بنها عام 1999م.

## الإصدارات

### مؤلفات
- ديوان (طريق جانبي ينتهي بنافورة). صدر عن الهيئة العامة لقصور الثقافة عام 2000م.
- رواية (رحلة سوسو). صدرت عن الهيئة العامة لقصور الثقافة عام 2003م.[4]
- ديوان (وقصائد أخرى). صدر عن دار النهضة العربية عام 2009م.
- رواية (الخالق). صدرت عن دار الكتب خان عام 2013م.[5]
- (77) مجموعة شعرية. صدرت عن دار الكتب خان عام 2017م.[6]

#### ترجمات
- (فندق الأرق) مختارات للشاعر الأمريكي تشارلز سيميك. صدر عن المركز القومي للترجمة عام 2004م.[7]
- (امرأة عادية: قصائد وذكريات) مختارات للشاعرة الأفروأمريكية ليوسيل كليفتون. صدرت عن المركز القومي للترجمة عام 2004م.[8]
- (وجه أمريكا الأسود.. وجه أمريكا الجميل) مختارات من الشعر الأفرو أمريكي. صدر عن المركز القومي للترجمة عام 2005م.[9]
- (رجل القمر) مختارات للشاعر الأمريكي بيلي كولينز. صدرت عن الهيئة العامة لقصور الثقافة عام 2006م.
- (الغرفة رقم 7: مختارات من قصيدة النثر الأمريكية) صدر عن مجلة الثقافة الجديدة عام 2012م.[10]
- (قصص أليس مونرو). صدرت عن دار الكتب خان عام 2013م.[11]
- (العالم لا ينتهي) ديوان للشاعر الأمريكي تشارلز سيميك. صدر عن الهيئة العامة لقصور الثقافة عام 2013م.[12]
- (بيت حافل بالمجانين). صدر عن الهيئة المصرية العامة للكتاب عام 2015م.[13]
- (كلنا نولد مصابين بالغثيان) للشاعر الأمريكي: راسل إدسن. صدر عن دار الكتب خان عام 2015م.
- (السامريون الأشرار: الدول الغنية والسياسات الفقيرة وتهديد العالم النامي) للكاتب ها-جوون تشانج. صدر عن دار الكتب خان عام 2015م.[14]
- رواية (الباب الأزرق) للكاتب الجنوب الأفريقي أندريه برنك. صدرت عن دار الكتب خان عام 2015م.[15]
- (هنا والآن: رسائل 2008-2011 بول أوستر، جي إم كوتزي). صدر عن دار الكتب خان عام 2016م.[16]
- (ثلاث قصص) للكاتبة ماريسا سيلفر. صدرت عام 2017م.
- رواية (الجمال جرح) للكاتب الإندونيسي إيكا كورنياوان. صدرت عن دار الكتب خان عام 2018م.[17]
- رواية (حدث ذات صيف في القاهرة) للكاتبة ياسمين الرشيدي. صدرت عن دار الشروق عام 2018م.[18]
- رواية (صانعات الحلوى) للكاتبة المالطية لو دروفينك. صدرت عن دار المرايا للنشر عام 2018م.[19]
- (بيت حافل بالمجانين: زيارة ثانية). صدر عام 2018م.[20]
- رواية (وزارة السعادة القصوى) للكاتبة الهندية أروندهاتي روي. صدرت عن دار الكتب خان عام 2019م.[21]
- رواية (إلمت) للكاتبة فيونا موزلي. صدرت عن دار جامعة حمد بن خليفة عام 2019م.
- (المحجوبات: نساء أخفتهن ناسا) تأليف: مارجوت شيترلي. صدر عن دار تنمية عام 2020م.[22]
- في وداع غابو ومرسيدس: مذكرات عن جابرييل غارثيا ومرسيدس بارتشا. صدر عن دار أثر 2022.[23]